# Mon oncle Napoléon (roman)
Pour les articles homonymes, voir Mon oncle Napoléon (homonymie).
Mon oncle Napoléon (en persan : دایی جان ناپلئون, translittération : Da'i-i jan Napélon, traduction littérale : Cher oncle Napoléon) est un roman iranien d'Iraj Pezeshkzad publié à Téhéran en persan en 1973.
En 1976, le roman est adapté dans une série télévisée en quatorze épisodes réalisés par Nasser Taghvai et diffusés par la Radio et télévision nationales iraniennes ou RTNI.  

## Résumé
L’histoire se passe dans le temps de l’occupation de l’Iran par des Alliés de la Seconde Guerre mondiale. La plus grande partie des scènes se déroule chez le narrateur.
Daii-jan (Cher Oncle) est un vieil officier de la brigade cosaque du colonel Vladimir Liakhov. Il a une grande admiration pour les prouesses de Napoléon Bonaparte. Par son anglophobie, il se croit toujours traqué par des Anglais. Son valet, Mash Qassem, partage les mêmes cauchemars que son maître. 
Les trois familles vivent dans une grande maison située dans l’ancienne avenue Laleh-Zar, une avenue somptueuse dans les années 1940. Le narrateur, Saeed, un jeune lycéen amoureux de sa cousine Layli, est préoccupé d’une série de conflits familiaux entre son père, Agha jan, Cher Oncle et Daii-jan Sarhang (l’Oncle Colonel) qui mettent en péril son amour. Il doit tout faire pour empêcher le mariage arrangé de Layli avec son cousin Puri, le fils de l’oncle Colonel.